# Ứ máu tĩnh mạch
Ứ máu tĩnh mạch (tiếng Anh: Venous stasis, hay venostasis), là tình trạng lưu thông máu chậm trong tĩnh mạch, thường là ở chân. Ứ máu tĩnh mạch là một yếu tố nguy cơ gây tắc nghẽn máu trong tĩnh mạch (Venous thrombosis), hoặc trong tĩnh mạch sâu (huyết khối tĩnh mạch sâu hoặc deep vein thrombosis: DVT)  Nguyên nhân gây ứ đọng tĩnh mạch bao gồm thời gian bất động lâu dài có thể xảy ra khi lái xe, bay, ngủ nghỉ ngơi / nằm trong bệnh viện, hoặc phải băng bột. Các khuyến cáo để làm giảm ứ đọng tĩnh mạch và các bác sĩ lâm sàng về DVT / PE thường khuyến khích việc đi bộ, tập thể dục bắp chân, và nén khí không liên tục (intermittent pneumatic compression). khi có thể.
Để phòng ngừa có thể dùng các phương pháp dự phòng huyết khối và thực hành.